# Родионов, Денис Александрович
Денис Александрович Родионов (26 июля 1985) — казахстанский футболист, полузащитник.

## Биография
Воспитанник атырауского футбола. Кроме «Атырау» выступал за «Алма-Ату», «Жетысу» и «Актобе».
В казахстанской сборной дебютировал 8 сентября 2004 года в матче против сборной Украины. Всего в составе сборной провёл 13 игр, забил 1 гол.